# The Matrix (thương hiệu)
The Matrix là một thương hiệu truyền thông của Hoa Kỳ, bao gồm bốn phần phim chính, bắt đầu bằng Ma trận (năm 1999) và ba phần nối tiếp Ma trận tái lập, Ma trận: Những cuộc cách mạng (đều trong năm 2003), và Ma trận: Hồi sinh (năm 2021). Ba phần đầu được đạo diễn và viết kịch bản bởi Chị em Wachowski và sản xuất bởi Joel Silver. Kịch bản phần thứ tư do David Mitchell và Aleksandar Hemon viết, đạo diễn bởi Lana Wachowski, và sản xuất bởi James McTeigue, and Lana Wachowski.Grant Hill sản xuất, James McTeigue, and Lana Wachowski.

## Nội dung chính

### Animatrix

###### The Second Renaissance Part I và Part II
Đầu thế kỉ 21, công nghệ phát triển và loài người tạo ra vô số loại máy móc để phục vụ đời sống và lao động, nhưng hok cũng sẵn sàng vứt bỏ chúng lù bất cứ lí do gì. Trí tuệ nhân tạo (A.I) phát triển và thay con người điều phối tất cả, những người máy làm những việc cơ bản cũng ít nhiều có trí thông minh. Chúng dần nhận thức về giá trị của sự tồn tại và hành vi của loài người, một người máy đã giết gia đình người chủ vì họ có ý định vứt bỏ nó khi có mẫu máy mới ra đời. Vụ việc kéo theo các hành động bạo lực của loài người đối với máy móc và sự phản kháng của chúng.
Máy móc lập ra lãnh thổ riêng -chính là Thành phố Máy móc (Machine City)- và gửi đại diện đến Liên Hiệp Quốc yêu cầu được độc lập và đối xử bình đẳng, cùng chia sẻ Trái Đất. Với tư tưởng thượng đẳng, lời người đã bác bỏ và chính thức gây chiến, nhưng xác thịt không thể đọ lại kim loại, loài người thất thế và buộc sử dụng "hạ sách". Họ phá hủy môi trường, tạo ra một đám mây dày đặc che phủ bầu trời rồi kéo xuống lòng đất sinh sống, máy móc không thể tiếp cận Năng lượng Mặt Trời và đối mặt với diệt vong. Máy móc đồng thời tạo ra chương trình hệ thống dạng thực tế ảo, chúng bắt các binh lính loài người làm nguồn năng lượng nhờ điện tích trong cơ thể sống; đồng thời máy móc khám phá ra  cơ chế hoạt động của hệ thần kinh, giải mã và đồng bộ  với tín hiệu máy. Những con người bị bắt được kết nối với máy tính và toàn bộ ý thức được đưa vào chương trình thực tế ảo mà chúng gọi là Ma trận (The Matrix).

#### A Detective Story
Lấy bối cảnh hơn 50 năm sau, thám tử tư Ash nhận được cuộc gọi nặc danh yêu cầu anh điều tra về một hacker có biệt danh Trinity. Trong quá trình điều tra, Ash phát hiện ra mình không phải người đầu tiên theo đuổi nhiệm vụ này, những thám tử trước đều có kết cục tồi tệ. Trên một chuyến tàu, Trinity tìm đến anh và cho anh ta biết đôi chút về thế giới mà anh ta sống, khi các đặc vụ xuất hiện cùng những hiện tượng lạ, anh đã tin tưởng và hi sinh để Trinity chạy thoát.

### Ma trận (1999)
Sau thời gian dài tìm kiếm, Morpheus xác định Thomas Anderson chính là "The One" hay "Người được chọn", cá nhân kiệt xuất sẽ chấm dứt cuộc chiến giữa hai phe. Thomas là một kỹ sư máy tính và cũng là một hacker nổi danh với tên gọi "Neo", Neo là người sinh ra và gắn liền với Ma Trận, anh luôn có sự hoài nghi thế giới mình sống. Neo được Morpheus dẫn dắt thoát khỏi Ma Trận và bộc lộ được các khả năng thao túng thế giới ảo này, điều này càng chứng tỏ niềm tin của Morpheus là đúng. Trong một lần tìm đến Oracle (chương trình phỏng đoán sắc xuất), Morpheus bị đám đặc vụ bắt được và tra khảo về mật mã mở cửa Zion (thành phố ngầm của loài người, nơi gần Thành phố máy móc nhất). Neo đã liều mình vào cứu Morpheus và tiêu diệt được đặc vụ Smith, chương trình an ninh cao cấp của Ma Trận. Dù bị Smith bắn chết nhưng Neo vẫn hồi sinh lập tức sau khi được Trinity hôn, và mối quan hệ tình cảm của họ bắt đầu.

### Animatrix

##### Kid Story(bối cảnh trong Ma Trận)
Một học sinh trung học luôn hoài nghi về thế giới, cậu tình cờ liên hệ được với một hacker trên mạng và được chỉ dẫn. Sự hoài nghi càng lên cao cùng lúc với sự săn tìm của đám đặc vụ, cậu bé không còn đường lẩn trốn đành nhảy lầu tìm đường thoát. May mắn cậu đươc hacker kia bay đến cứu kịp thời, hacker này chính là Neo.

### Ma trận: Tái lập
Vài tháng sau, vị trí của Zion bị lộ, Máy móc bắt đầu đưa đội quân Sentinels đến xóa sổ Zion. Trong Ma Trận, Smith vẫn tồn dưới dạng mã hóa khác, không liên kết với Ma Trận, hắn liên tục chép đề lên các chương trình khác để nhân bản chính mình. Một trong số các bản sao chép này đã xâm nhập được vào có thể một người sống, thành viên của một phi đoàn thuộc Zion. Để châm dứt cuộc chiến theo cách nhanh nhất, Oracle đã chỉ cho Morpheus và Neo tìm đến Mã nguồn gặp Kiến trúc sư. Tại đây Neo phải lựa chọn hoặc tái lập Ma Trận đồng thời xóa sổ gần hết Zion nhưng cuộc chiến sẽ ngừng trong thời gian không xác định; hoặc tiếp tục cuộc chiến đang diễn ra và kết cục sẽ chỉ có một phe tồn tại cuối cùng.

### Ma trận: Những cuộc cách mạng
Neo đã chọn tiếp tục cuộc chiến, lúc này Smith nhân bản ra khắp Ma Trận và sắp làm chủ nơi này; ở thế giới thực Neo và Trinity đến Thành phố máy móc để gặp Deus Ex Machina (chương trình điều hành toàn bộ máy móc và Ma Trận) tìm phương án hòa bình. Đám Sentinels đã tiến đến tàn phá Zion, một bản sao của Smith ở thế giới thực trong cơ thể một tàu viên đã tấn công Neo và Trinity. Sau khi tiêu diệt được tên này, Meo và Trinity đã đến được Thành phố máy móc, nhưng Trinity chết vì tai nạn; còn Neo đồng ý giúp loại bỏ Smith khỏi Ma Trận vĩnh viễn, đổi lại con người và máy móc sẽ sống hào bình. Deus Ex Machina đồng ý, nó và Neo cùng hợp tác tiêu diệt Smith, nhưng Neo đã chết vì cơ thể phải nhận một người năng lượng lớn cũng như trí óc phải tiếp nhận lượng thông tin tương đương. Ma trận được tái lập, con người và máy móc sống trong hòa bình.

### Ma trận: Hồi sinh
Hàng chục năm kể từ phần 3, Neo và Trinity vẫn còn sống trong Ma Trận; Neo là lập trình viên của một studio game với tên thật Thomas Anderson, Trinity giờ có cuộc sống bình thường cùng chồng và hai con dưới  tên gọi Tiffany. Cả hai người đều đã quên hết quá khứ, song Neo vẫn còn chút tiền thức, qua nó anh lập một trò chơi với tên gọi The Matrix theo đúng những gì anh đã trải qua (nhưng đã quên) và các nhân vật theo đúng những người và chương trình anh từng gặp. Trong số những người từng gặp anh đã có người tự nhận thức được về Ma Trận và thoát khỏi nó, Neo được Morpheus chỉ dẫn, Morpheus này là một chương trình máy tính có nhân cách bắt chước theo nhân vật Morpheus trong game mà Neo lập ra.
Với sự giúp đỡ của những người ở thế giới thực và Morpheus mới, Neo đã lấy lại được ký ức và tìm đến Trinity. Thực ra cô vẫn còn nguyên ký ức nhưng không muốn ảnh đến Neo và nghĩ rằng sẽ không thể thắng được Máy móc, nên cô chấp nhận cuộc đời mới mà Ma Trận cho mình. Smith vẫn chưa bị tiêu diệt, hắn trở lại với nhân dạng khác vẫn tách biệt với Ma Trận và làm bác sĩ tâm lí cho Neo, một mặt hắn kiềm chế anh và Trinity, mặt khác hắn muốn thành chương trình điều hành mới của Ma Trận.
Sau sự kiện ở phần 3, một loạt các chương trình máy tính đã cướp quyền của Kiến trúc sư và Deus Ex Machina, chúng xóa sổ Zion, cuộc nội chiến của máy móc nổ ra. Hệ thống mới đưa thân xác của Neo và Trinity đi tái tạo và kết nối họ với Ma Trận, khóa mọi khả năng đặc biệt và ký ức của họ. Nhà phân tích, chương trình giám sát mới của Ma Trận cho biết Trinity có tiềm năng rất lớn, khi kết hợp với Neo sẽ gây ảnh hưởng tới hệ thống, nên hai người bị tách biệt khỏi nhau. Cuối cùng Trinity và Neo nhất trí tái hợp cùng chống lại hệ thống Ma Trận.

## Phim

### Điện ảnh
| Tựa tiếng Việt                | Năm phát hành | Đạo diễn          | Kịch bản                                          | Được sản xuất bởi                           |
| ----------------------------- | ------------- | ----------------- | ------------------------------------------------- | ------------------------------------------- |
| Ma trận                       | 1999          | Chị em Wachowskis | Chị em Wachowskis                                 | Joel Silver                                 |
| Ma trận: Tái lập              | 2003          | Chị em Wachowskis | Chị em Wachowskis                                 | Joel Silver                                 |
| Ma Trận: Những cuộc Cách Mạng | 2003          | Chị em Wachowskis | Chị em Wachowskis                                 | Joel Silver                                 |
| Ma trận: Hồi sinh             | 2021          | Lana Wachowski    | Lana Wachowski, David Mitchell & Aleksandar Hemon | James McTeigue, Lana Wachowski & Grant Hill |

### Video
The Animatrix: Bao gồm 9 phim hoạt hình ngắn theo các phong cách khác nhau, nội dung đề cập đến nguyên nhân của cuộc chiến, các chi tiết liên kết tới các phần phim điện ảnh, và những câu chuyện ở những địa điểm khác trong thế giới của phim.
The Matrix Revisited: Một bộ phim tài liệu hậu trường, tường thuật quá trình sản xuất của phần đầu tiên. Ban đầu là serie các video ngắn, sau này được tổng hợp và phát hành dạng DVD riêng và hiện tại là một phần trong các bộ sản phẩm phát hành đặc biệt.

## Sản phẩm khác
- Enter the Matrix: Một trò chơi được phát hành vào năm 2003, cùng thời điểm với phần 2 của loạt phim; trò chơi bao có sử dụng một số cảnh quay trong phần phim thứ hai và thứ ba. Một tập trong bộ The Animatrix có tình tiết liên quan đến trò chơi này.[5][6]
- The Matrix Online: Một trò chơi trực tuyến phát hành năm 2005, nối tiếp câu chuyện của phần 3, sau này bị đóng cửa vào năm 2009.[7]
- The Matrix: Path of Neo, một trò chơi nhập vai, trong đó người chơi sẽ điều khiển nhân vật Neo phiêu lưu theo nội dung của ba phần phim đầu. Người chơi có lựa chọn các quy định trong quá trình chơi, để tạo ra câu chuyện và phần kết khác hẳn với nội dung loạt phim phim.[8]
- The Matrix Awakens: Một trò chơi thế giới mở và công nghệ thử nghiệm múc đích để quảng bá cho phần bốn và giúp khách hàng trải nghiệm công nghệ của Unreal Engine 5. Trò chơi được phát hành trên nền tảng Xbox serie X và Playstation.[9][10]

Trong thời gian sản xuất và phát hành ba phần đầu, bộ phim có trang web chính thức có địa chỉ WhatIsTheMatrix.com, trên trang này nhà sản xuất sử dụng Adobe flash tạo ra giao diện trực quan như chỗ làm việc của các điều phối viên trong phim. Đến năm 2005, địa chỉ này được chuyển hướng sang trang chủ của Warner Bros., và đến 2020, địa chỉ lại được hướng đến trang web chính thức của Ma trận: Hồi sinh.

## Các ấn phẩm, sách

### Chính thức
- The Art of the Matrix - Vẽ phác họa của phim, nhiều tác giả (Newmarket Press, 2000) ISBN 978-1557044051
- The Matrix Shooting Script - Kịch bản của Chị em Wachowski (với phần giới thiệu bởi William Gibson) (Newmarket Press, 2001) ISBN 978-1557044907
- The Matrix Comics, Vol. 1 - truyện tranh - nhiều tác giả  (Burlyman Entertainment, 2003) ISBN 1-932700-00-5
- The Matrix Comics, Vol. 2 - truyện tranh - nhiều tác giả (Burlyman Entertainment, 2004) ISBN 1-932700-09-9
- Enter the Matrix: Official Strategy Guide - tác giả: Doug Walsh (BradyGames, 2003) ISBN 978-0744002713
- The Matrix Online: Prima Official Game Guide - Cẩm nang game (Prima Games, 2005) ISBN 978-0761549437
- The Matrix: Path of Neo: Official Strategy Guide - cẩm nang game (BradyGames, 2005) ISBN 978-0744006582
- The Matrix Comics: 20th Anniversary Edition - truyện tranh - nhiều tác giả (Burlyman Entertainment, 2019) ISBN 978-1932700572

### Không chính thức
- Jacking In to the Matrix Franchise: Cultural Reception and Interpretation by Matthew Kapell and William G. Doty (Continuum International, 2004) ISBN 0-8264-1587-3
- Taking the Red Pill: Science, Philosophy and Religion in "The Matrix" by Glenn Yeffeth (Summersdale, 2003) ISBN 1-84024-377-5
- Matrix Warrior: Being the One by Jake Horsley (Gollancz, 2003) ISBN 0-575-07527-9
- The "Matrix" and Philosophy: Welcome to the Desert of the Real by William Irwin (Open Court, 2002) ISBN 0-8126-9502-X
- More Matrix and Philosophy by William Irwin (Open Court, 2005) ISBN 0-8126-9572-0
- Like a Splinter in Your Mind: The Philosophy Behind the "Matrix" Trilogy by Matt Lawrence (Blackwell, 2004) ISBN 1-4051-2524-1
- The Matrix (British Film Institute, 2004) ISBN 1-84457-045-2
- Matrix Revelations: A Thinking Fan's Guide to the Matrix Trilogy by Steve Couch (Damaris, 2003) ISBN 1-904753-01-9
- Beyond the Matrix: Revolutions and Revelations by Stephen Faller (Chalice Press, 2004) ISBN 0-8272-0235-0
- The "Matrix" Trilogy: Cyberpunk Reloaded by Stacy Gillis (Wallflower Press, 2005) ISBN 1-904764-32-0
- Exegesis of the Matrix by Peter B. Lloyd (Whole-Being Books, 2003) ISBN 1-902987-09-8
- The Gospel Reloaded by Chris Seay and Greg Garrett (Pinon Press, 2003) ISBN 1-57683-478-6
- The "Matrix": What Does the Bible Say About... by D. Archer (Scripture Union, 2001) ISBN 1-85999-579-9
- [Journey to the Source: Decoding Matrix Trilogy] by Pradheep Challiyil (Sakthi Books 2004) ISBN 0-9752586-0-5
- Exploring the Matrix: Visions of the Cyber Present by Karen Haber (St. Martin's Press, 2003) ISBN 0-312-31358-6
- Philosophers Explore The Matrix by Christopher Gray (Oxford University Press, 2005) ISBN 0-19-518107-7
- The Matrix Cultural Revolution by Michel Marriott (Thunder's Mouth Press, 2003) ISBN 1-56025-574-9
- The Matrix Reflections: Choosing between reality and illusion by Eddie Zacapa (Authorhouse, 2005) ISBN 1-4208-0782-X
- The One by A.J. Yager & Dean Vescera (Lifeforce Publishing, 2003) ISBN 0-9709796-1-4
- Matrix og ulydighedens evangelium (Danish for: "Matrix and the Evangelium of disobedients") by Rune Engelbreth Larsen (Bindslev, 2004) ISBN 87-91299-12-8
- The Third Eye: Where It All Begins by Sophia Stewart (All Eyes on Me, 2006) ISBN 0-9785396-4-8
- The Matrix 4 – The Evolution of Consciousness: Cracking the Genetic Code by Sophia Stewart (All Eyes on Me, 2010) ISBN 0-9785396-7-2
- The Matrix and the Alice Books by Voicu Mihnea Simandan (Lulu Books, 2010) ISBN 978-0557258079